# Jacques Porte
Pour les articles homonymes, voir Porte.
Jacques Armand Porte, né le 20 janvier 1910 à Grenoble et mort le 1er mai 1991 à Chevilly-Larue, est un compositeur, musicologue, musicothérapeute et peintre français,.

## Biographie
Il est l'auteur d'une encyclopédie de référence en quatre volumes sur la musique sacrée, de plusieurs ouvrages musicologiques ainsi que d'essais sur le thème de la musicothérapie,. Au début des années 1960, il est l'un des premiers musiciens à s'intéresser aux recherches sur le son menées par Nicolas Schöffer. Il a été l'un des premiers musicothérapeutes en France,. En 1970, il est nommé par Jean Delay chargé de recherche musicale au Centre de thérapeutique expressionnelle de l'Hôpital Sainte-Anne.
Il a écrit deux articles de l'Encyclopedia Universalis: l'article Musique religieuse chrétienne, avec Édith Weber, et l'article Voix, avec Trần Văn Khê. 
Il était aussi compositeur et a notamment échangé une correspondance avec Nadia Boulanger.

## Publications
- Le Pauvre Jean, partition pour piano seul, composition, 18 pages, mai 1938.
- Le Pauvre Jean, partition d'orchestre, composition, 41 pages, mai-juin 1938.
- Cantate de l'Europe, composition, livret par Alfred Max, 1957[12].
- Lettre de Jacques Porte à Nadia Boulanger, 1957.
- Encyclopédie des musiques sacrées, volumes 1 à 4, Paris, Labergerie, 1968-1971.
- Art et réalité thérapeutique, Paris, Epi, 1973.
- Musicothérapie et harmonie humaine, Saint-Michel de Provence, Harmonia mundi, 1974.
- Musicothérapie et flûtes de bambou, avec Nicoletta Arbusti, Guy Gerbi, et Eric Toriel, préface par Hephzibah Menuhin et Yehudi Menuhin, Lausanne, Institut maïeutique, 1981, 174 pages.
- Les Effets psychodynamiques de l'expression par la musique, Blois, J.P. Klein, 1984.
- Dictionnaire des musiques, Encyclopedia Universalis, 2019[13].